# Garcinia myristicifolia
Garcinia myristicifolia är en tvåhjärtbladig växtart som beskrevs av Jean Baptiste Louis Pierre. Garcinia myristicifolia ingår i släktet Garcinia och familjen Clusiaceae. Inga underarter finns listade i Catalogue of Life.